# 리얼 그레이드
리얼 그레이드(영어: Real Grade, RG, 일본어: リアルグレード)는 반다이가 발매하는 프라모델 시리즈의 브랜드 이름이다. 리얼 그레이드는 "건프라 30주년 기념 기획"으로 등장했다. 1/144 스케일 모델이며, "손바닥 사이즈로 진짜와 같은 리얼한 모델"을 캐치프레이즈로 내걸고, 2010년 7월에 제1탄인 RX-78-2 건담이 발매되었다. 마스터 그레이드(MG)나 퍼펙트 그레이드(PG)에서 축적된 다양한 기술들을 집대성해서 각 부분에 시리즈의 컨셉인 리얼을 추구하는 개발이 이루어지고 있다. 조립에 있어서 내부 프레임에 장갑을 끼워 넣는 실제의 구조 설정에 가깝게 설계되어 있고, 각 관절은 건프라 중에서도 가동 영역이 넓은 편이다.

## 라인업

### 일반판
다음의 표는 일반판으로 발매된 제품들이다.
| No. | 제품명                                 | 발매일                | 가격 (세금 제외) | 가격 (세금 포함) | 비고                    |
| --- | -------------------------------------- | --------------------- | ---------------- | ---------------- | ----------------------- |
| 01  | RX-78-2 건담                           | 2010년 7월 24일 발매  | 2,500엔          | 2,750엔          | 건프라 30주년 기념 제품 |
| 02  | 샤아 전용 자쿠 II                      | 2010년 11월 27일 발매 | 2,500엔          | 2,750엔          |                         |
| 03  | 에일 스트라이크 건담                   | 2011년 4월 30일 발매  | 2,500엔          | 2,750엔          |                         |
| 04  | 양산형 자쿠 II                         | 2011년 7월 23일 발매  | 2,500엔          | 2,750엔          |                         |
| 05  | 프리덤 건담                            | 2011년 11월 19일 발매 | 2,500엔          | 2,750엔          |                         |
| 06  | 스카이 그래스퍼 [런처, 소드팩]         | 2012년 2월 29일 발매  | 2,500엔          | 2,750엔          |                         |
| 07  | 건담 Mk-II (티탄즈 사양)               | 2012년 4월 28일 발매  | 2,500엔          | 2,750엔          |                         |
| 08  | 건담 Mk-II (에우고 사양)               | 2012년 5월 12일 발매  | 2,500엔          | 2,750엔          |                         |
| 09  | 저스티스 건담                          | 2012년 7월 28일 발매  | 2,500엔          | 2,750엔          |                         |
| 10  | Z 건담                                 | 2012년 11월 23일 발매 | 3,000엔          | 3,300엔          |                         |
| 11  | 데스티니 건담                          | 2013년 4월 27일 발매  | 2,500엔          | 2,750엔          |                         |
| 12  | 건담 시작 1호기 제피랜더스             | 2013년 7월 27일 발매  | 2,500엔          | 2,750엔          |                         |
| 13  | 건담 시작 1호기 풀 버니언              | 2013년 7월 27일 발매  | 2,500엔          | 2,750엔          |                         |
| 14  | 스트라이크 프리덤 건담                 | 2013년 11월 21일 발매 | 3,000엔          | 3,300엔          |                         |
| 15  | 건담 엑시아                            | 2014년 4월 26일 발매  | 2,500엔          | 2,750엔          |                         |
| 16  | 샤아 전용 즈고크                       | 2014년 7월 19일 발매  | 2,500엔          | 2,750엔          |                         |
| 17  | 윙 건담 제로 EW                        | 2014년 12월 26일 발매 | 2,500엔          | 2,750엔          |                         |
| 18  | 더블오 라이저                          | 2015년 4월 29일 발매  | 3,000엔          | 3,300엔          |                         |
| 19  | 건담 아스트레이 레드 프레임            | 2015년 8월 8일 발매   | 2,500엔          | 2,750엔          |                         |
| 20  | 윙 건담 EW                             | 2016년 1월 9일 발매   | 2,500엔          | 2,750엔          |                         |
| 21  | 더블오 퀀터                            | 2016년 5월 28일 발매  | 2,500엔          | 2,750엔          |                         |
| 22  | 시난주                                 | 2016년 8월 6일 발매   | 3,800엔          | 4,180엔          |                         |
| 23  | 빌드 스트라이크 건담 풀 패키지         | 2016년 12월 10일 발매 | 2,500엔          | 2,750엔          |                         |
| 24  | 건담 아스트레이 골드 프레임 아마츠미나 | 2017년 3월 25일 발매  | 3,000엔          | 3,300엔          |                         |
| 25  | 유니콘 건담                            | 2017년 8월 5일 발매   | 3,800엔          | 4,180엔          |                         |
| 26  | 조니 라이덴 전용 자쿠 II               | 2017년 11월 18일 발매 | 3,000엔          | 3,300엔          |                         |
| 27  | 유니콘 건담 2호기 밴시 노른            | 2018년 2월 17일 발매  | 4,000엔          | 4,400엔          |                         |
| 28  | 톨기스 EW                              | 2018년 4월 28일 발매  | 2,500엔          | 2,750엔          |                         |
| 29  | 사자비                                 | 2018년 8월 11일 발매  | 4,500엔          | 4,950엔          |                         |
| 30  | 풀 아머 유니콘 건담                    | 2018년 12월 22일 발매 | 5,400엔          | 5,940엔          |                         |
| 31  | 크로스본 건담 X1                       | 2019년 5월 25일 발매  | 2,500엔          | 2,750엔          |                         |
| 32  | 뉴 건담                                | 2019년 8월 10일 발매  | 4,200엔          | 4,620엔          |                         |
| 33  | 포스 임펄스 건담                       | 2020년 4월 25일 발매  | 3,000엔          | 3,300엔          |                         |
| 34  | 지옹                                   | 2021년 1월 23일 발매  | 5,500엔          | 6,050엔          |                         |
| 35  | 윙 건담                                | 2021년 6월 19일 발매  | 3,200엔          | 3,520엔          |                         |
| 36  | 하이뉴 건담                            | 2021년 9월 11일 발매  | 4,500엔          | 4,950엔          |                         |
| 37  | 갓 건담                                | 2022년 8월 13일 발매  | 3,500엔          | 3,850엔          |                         |
| 38  | 건담 에피온                            | 2023년 9월 30일 발매  | 4,200엔          | 4,620엔          |                         |
| 39  | 포스 임펄스 건담 스펙 II               | 2024년 2월 10일 발매  | 3,100엔          | 3,410엔          |                         |
| 40  | RX-78-2 건담 Ver.2.0                   | 2024년 8월 발매       | 3,500엔          | 3,850엔          |                         |

## 같이 보기
- 건프라
- 엔트리 그레이드 (EG)
- 하이 그레이드 (HG)
- 하이 그레이드 유니버셜 센추리 (HGUC)
- 마스터 그레이드 (MG)